# Marin van Heel
Marin Gerard van Heel (* 1949) ist ein Biophysiker und Strukturbiologe.

## Leben
Marin van Heel studierte 1966/1967 Physik und theoretische Optik an der Technischen Universität Delft und ab 1967 an der Universität Groningen. 1976 wechselte er in die dortige Abteilung für Biochemie. 1981 promovierte er an der Universität Groningen. Von 1982 bis 1996 arbeitete van Heel als Leiter der interdisziplinären Arbeitsgruppe für Strukturbiologie am Fritz-Haber-Institut der Max-Planck-Gesellschaft in Berlin. Ab 1997 leitete er die Abteilung für Strukturbiologie am Imperial College London, 2011 wechselte er an die Universität Leiden.
Er ist emeritierter Professor am Institute of Biology Leiden der Universität Leiden und am Department of Life Sciences des Imperial College London. Stand 2017 ist er Forschungsprofessor am National Nanotechnology Laboratory in Campinas, Brasilien.
Mit seiner Ph.D.-Arbeit in Biophysik bei Erni van Bruggen legte van Heel den Grundstein für die Entwicklung verschiedener Methoden der Strukturbiologie mittels Kryo-Elektronenmikroskopie (Cryo-EM). Er führte mit Joachim Frank Multivariate Statistical Analysis (MSA) in die elektronenmikroskopische Analyse von Einzelmolekülen ein (1981). Gemeinsam mit automatisierten Klassifikationstechniken und multi-reference alignments konnten so Einzelmoleküle unabhängig von ihrer räumlichen Orientierung untersucht werden (1986). Mittels exakter gefilterter Rückprojektion waren 3D-Rekonstruktionen möglich (1986). Seine Arbeitsgruppe hat erstmals die Elektronentomographie an Zellorganellen angewendet und 1988 ein Chromosom dreidimensional rekonstruiert. Mittels Projection Matching (1984) und Angular Reconstitution Techniken (1987) erfolgte die Bestimmung der Eulerschen Winkel von Teilchen oder dem Durchschnitt von Teilchengruppen. 1994/1995 gelang die erste 3D-Rekonstruktion eines Makromoleküls zufälliger Anordnung.
Die Arbeiten von van Heels Arbeitsgruppe konzentrieren sich auf die Analyse verschiedener funktioneller Zustände von biologischen Komplexen. So erschien zum Beispiel 1997 in Nature die erste Untersuchung eines Ribosoms in einem bestimmten funktionellen Zustand. Zu den weiteren zahlreichen Analysen gehört die der verschiedenen Funktionszustände des Komplexes aus Ribosom und Terminationsfaktor RF3 (2004), womit eine vierdimensionale Ebene der Cryo-EM-Analyse erreicht wurde.
1987 erhielt van Heel den Ernst-Ruska-Preis für Elektronenmikroskopie, 2017 den Wiley Prize in Biomedical Sciences.